# Ołeksandr Żelechowski
Ołeksandr Żelechowski (ukr, Олександр Желеховський, ur. 1821, zm. 1 grudnia 1901 w Łubnie) – ksiądz greckokatolicki, dziekan birczański w latach 1882–1901.
Żonaty, wyświęcony w 1849. W latach 1849–1851 administrator kaplicy w Czarnorzekach, w latach 1851–1855 wikary w Międzybrodziu, w latach 1855–1856 administrator parafii w Łubnie, w latach 1856–1901 proboszcz tamże. Owdowiał około 1896.
Od 1882 do śmierci dziekan birczański.